# Parafia Trójcy Przenajświętszej w Twereczu
Parafia Trójcy Przenajświętszej w Twereczu (lt. Tverečiaus Švč. Trejybės parapija) – parafia rzymskokatolicka w Twereczu. Jest parafią w Dekanacie Ignalińskim archidiecezji wileńskiej.

## Historia
Źródła historyczne podają datę 21 lipca 1501 roku podpisania aktu fundacyjnego przez możnowładców Wieszgailos, a 24 lipca, osiedlenia w Twereczu Kanoników regularnych, zwanych "białymi augustianami". W 1501 roku zbudowano murowany kościół pod wezwaniem Trójcy Świętej. W 1622 roku Piotr Pac nadał kościołowi folwark Orszweta oraz wieś Kukucie, a jego żona w 1644 roku wieś Jauniškės. W 1662 roku wojewoda trocki Mikołaj Stefan Pac zbudował nowy murowany kościół oraz klasztor. W 1744 roku parafia leżała w dekanacie brasławskim diecezji wileńskiej. W 1832 roku skasowany został klasztor Kanoników regularnych.
W 1852 zbudowano nowy, drewniany kościół, na miejsce starego pochodzącego z 1501 roku. W 1862 roku odbudowano kościół po pożarze.
W latach 1880–1885 proboszczem w Twereczu był ks. Jonas Burba, odprawiający nabożeństwa w języku litewskim. Dzięki jego staraniom w 1884 roku zaprojektowano nowy kościół, jednak władze nie wyraziły zgody na jego budowę. W drugiej połowie XIX wieku do Twerecza przydzielano księży nie mówiących po litewsku, jednak wikary K. Majewski poduczył się języka samodzielnie i ok. roku 1875 kazania wygłaszał w języku litewskim. W 1898 roku, kiedy na budowę kościoła nie była już potrzebna zgoda władz, inżynier B. Kokijevskis-Kozėla zaprojektował nowy, murowany kościół. Stary został zburzony w 1901 roku, a nabożeństwa odprawiano na plebanii. Dzięki staraniom proboszcza Antanasa Slapšysa-Slapšinskasa oraz ofiar wiernych w 1906 roku w Twereczu stanął nowy murowany kościół. Podczas I wojny światowej uszkodzone zostały wieże kościoła, ich remont trwał do 1925 roku.
W dwudziestoleciu międzywojennym parafia leżała w dekanacie święciańskim archidiecezji wileńskiej. Od 1928 roku na polecenie abp Romualda Jałbrzykowskiego nabożeństwa odbywały się tylko w języku polskim. Od 1932 roku organista Leon Bielinis (1882-1941) w okolicach Twerecza zbierał i spisywał pieśni ludowe. W 1951 roku proboszcz ks. Juozapas Karaliukas został aresztowany i był uwięziony przez 5 miesięcy.

## Proboszczowie parafii
| imię i nazwisko                 | daty urzędowania |
| ------------------------------- | ---------------- |
| Ks. Jonas Burba                 | 1880–1885        |
| Ks. Mykolas Masiulis            | 1886–1892        |
| Ks. Antanas Slapšys-Slapšinskas |                  |
| Ks. Mykolas Prielgauskas        |                  |
| Ks. Juozapas Karaliukas         | 1948 -           |
| Ks. Antanas Domeikis            | 2010 -           |